# Pampa (ethnie)
Pour les articles homonymes, voir Pampa (homonymie).
 (mai 2015).
Si vous disposez d'ouvrages ou d'articles de référence ou si vous connaissez des sites web de qualité traitant du thème abordé ici, merci de compléter l'article en donnant les références utiles à sa vérifiabilité et en les liant à la section « Notes et références ».

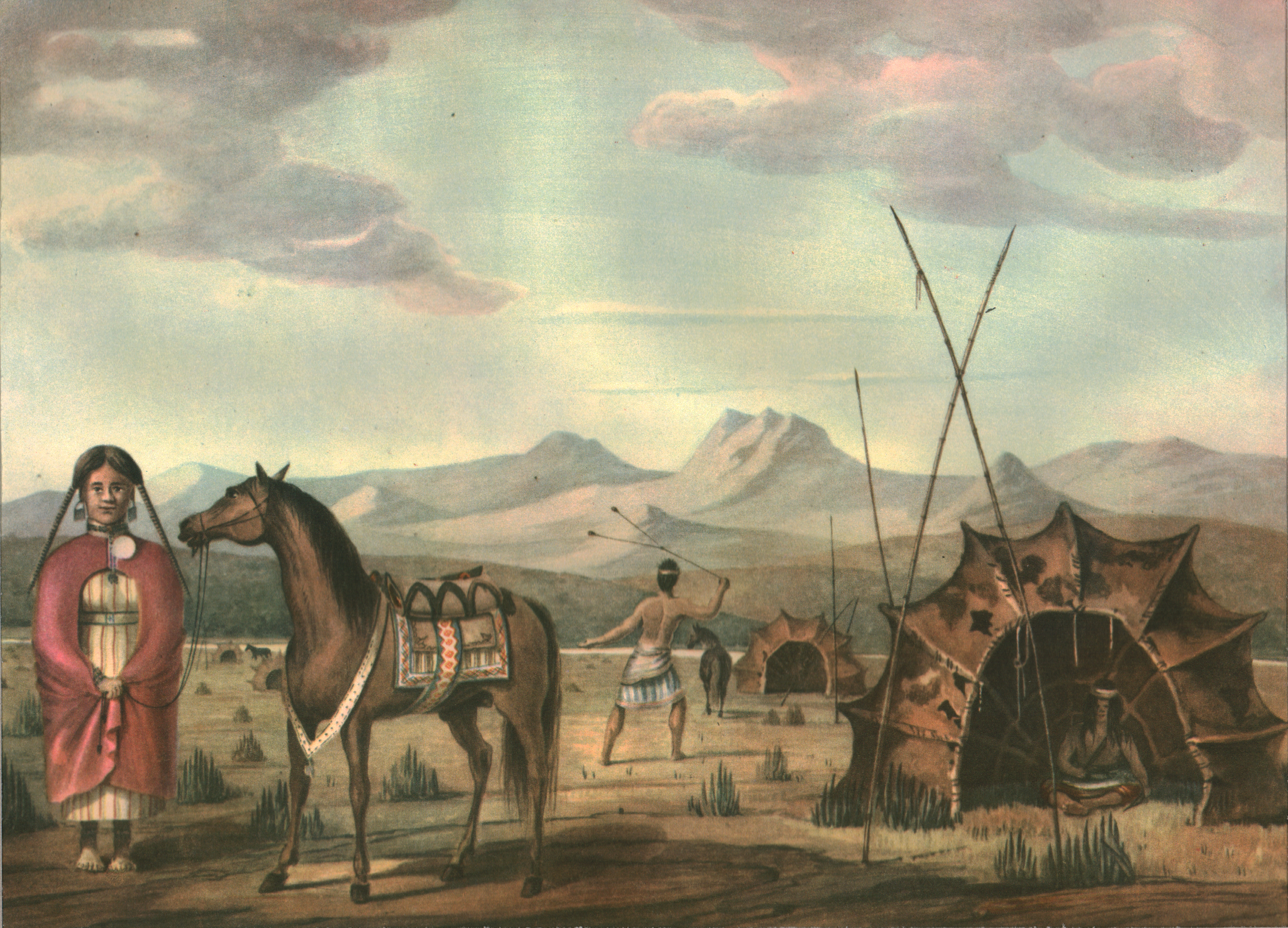
Image d'une tribu Pampa en actuelle Argentine

Les Pampas fut le nom que les conquérants espagnols donnèrent aux indigènes qui peuplaient la Pampa argentine, plus précisément ceux qui occupaient les provinces argentines actuelles de Buenos Aires, Córdoba, Santa Fe et San Luis.
L'origine du mot est quechua. Pampa ou bamba signifie plaine, et plus exactement plaine située entre des montagnes. Ainsi les Espagnols du XVIe siècle, descendant des montagnes des Andes, donnèrent ce nom quechua aux grandes plaines sans forêts importantes qui occupaient une bonne partie de l'Argentine actuelle (y compris l'Uruguay). Par extension, ils en vinrent à donner ce nom aux aborigènes qui les habitaient.
On doit différencier les « anciens Pampas » et les « Pampas du XIXe siècle ». Les premiers correspondent à l'ethnie Het, tandis que les seconds ou « Pampas du XIXe siècle » correspondent aux groupes araucanisés ou plutôt « mapuchisés » de survivants des Hets mélangés et métissés avec les Tehuelches septentrionaux. De ce fait, les Indiens Pampas du XIXe siècle correspondent en gros à ceux qu'on a également appelés durant ce siècle Puelches, et en particulier aux Ranqülche ou Ranquels.
Comme on le comprend, l'usage de ce terme peut donner lieu à des équivoques, mais il ne faut surtout pas croire que ces peuplades parlaient quechua. Il est certain que les « anciens Pampas » étaient de la famille linguistique dite Macro-Pano, tandis que ceux du XIXe siècle utilisaient des dialectes mapudungun, langue des Mapuches.